# Arthur Nightingale
Arthur Tulloch Nightingale (* 1931 in London-Greenwich) ist ein britischer Schauspieler.

## Leben und Werk
Der gelernte Fernmeldetechniker kam erst mit 42 Jahren zur Schauspielerei und absolvierte eine Ausbildung an der East 15 Acting School, spielte später auf der Bühne Shakespeare und Brecht und übernahm kleinere Rollen in Musicals.
In Film und Fernsehen war Nightingale bisher meist in Nebenrollen in britischen Produktionen zu sehen.
Im deutschen Sprachraum ist er vor allem für die Rolle des einsamen Rentners im Edeka Werbespot Heimkommen bekannt, der sich 2015 viral verbreitete.

## Filmografie (Auswahl)

### Filme & Fernsehserien
- 1978: Pinocchio (Fernsehserie)
- 1983: Die Profis (Fernsehserie, 1 Folge)
- 1986: Classic Ghost Stories (Fernsehserie)
- 1994, 2000: The Bill (Fernsehserie, 2 Folgen)
- 2004: Calcium Kid
- 2009: Frequently Asked Questions About Time Travel
- 2011: Dame, König, As, Spion
- 2012: Anna Karenina
- 2012: Quartett
- 2012: Song for Marion
- 2012–2014: Derek (Fernsehserie, alle 14 Folgen)
- 2016: The Crown (Fernsehserie, 1 Folge)
- 2018–2020: In the Long Run (Fernsehserie, 9 Folgen)

### Weitere Arbeiten
- 2015: Heimkommen (Werbespot)